# Dyskografia Tygi
Artykuł przedstawia dyskografię amerykańskiego rapera pochodzącego z Compton, w Kalifornii – Tygi. Dyskografia zawiera nagrania studyjne, kompilacje, mixtape’y, single oraz inne notowane utwory. W 2008 roku raper wydał swój pierwszy album zatytułowany pt. No Introduction nakładem wytwórni Decaydance Records. Z płyty pochodził pierwszy notowany utwór Tygi pt. "Coconut Juice" z gościnnym udziałem piosenkarza Traviego McCoya; utwór uplasował się 94. pozycji listy przebojów Hot 100. W 2010 r. Tyga wspólnie z piosenkarzem Chrisem Brownem wydał mixtape Fan of a Fan, którego promował singel pt. "Deuces". Utwór dotarł do 14. miejscu notowania Hot 100 oraz na szczyt amerykańskiej listy przebojów Hot R&B/Hip-Hop Songs. Ponadto raper gościł u boku Birdmana i Lila Wayne’a w utworze pt. "Loyalty" oraz we wspólnej piosence "I'm on It" z Wayne’em; oba nagrania nie dotarły na listę Hot 100.
Drugi solowy album Tygi pt. Careless World: Rise of the Last King, a zarazem pierwszy dla wytwórni Young Money Entertainment został wydany w 2012 roku i był promowany singlami "Far Away", "Still Got It", "Rack City" oraz "Faded". Utwory te były notowane na liście przebojów Hot 100. "Rack City" był singlem, który odniósł największy sukces komercyjny i był notowany poza Stanami Zjednoczonymi, w krajach: Belgia, Kanada oraz Wielka Brytania. Album Careless World: Rise of the Last King zadebiutował na 4. miejscu amerykańskiej listy sprzedaży Billboard 200 oraz na szczycie notowań Top R&B/Hip-Hop Albums i Rap Albums. Trzeci studyjny album rapera pt. Hotel California ukazał się 9 kwietnia 2013 roku. Zadebiutował na 7. miejscu listy sprzedaży Billboard 200 z wynikiem 54 000 egzemplarzy w pierwszym tygodniu.

## Albumy

### Solowe
| Tytuł                                      | Dane dot. albumu                                                                                            | Najwyższa notowana pozycja | Najwyższa notowana pozycja | Najwyższa notowana pozycja | Najwyższa notowana pozycja | Najwyższa notowana pozycja | Najwyższa notowana pozycja | Najwyższa notowana pozycja | Najwyższa notowana pozycja | Najwyższa notowana pozycja | Najwyższa notowana pozycja |
| Tytuł                                      | Dane dot. albumu                                                                                            | US                         | US R&B                     | US Rap                     | CAN                        | FRA                        | GER                        | SWI                        | UK                         |                            |                            |
| ------------------------------------------ | --- | -------------------------- | -------------------------- | -------------------------- | -------------------------- | -------------------------- | -------------------------- | -------------------------- | -------------------------- | -------------------------- | -------------------------- |
| No Introduction                            | - Data wydania: 10 czerwca 2008 - Wydawca: Decaydance - Format: CD, digital download                        | 112                        | 25                         | 9                          | —                          | —                          | —                          | —                          | —                          |                            |                            |
| Careless World: Rise of the Last King      | - Data wydania: 21 lutego 2012 - Wydawca: Young Money, Cash Money, Republic - Format: CD, digital download  | 4                          | 1                          | 1                          | 6                          | —                          | —                          | —                          | 56                         |                            |                            |
| Hotel California                           | - Data wydania: 9 kwietnia 2013 - Wydawca: Young Money, Cash Money, Republic - Format: CD, digital download | 7                          | 2                          | 1                          | 20                         | 121                        | 37                         | 75                         | 55                         |                            |                            |
| The Gold Album: 18th Dynasty               | - Data wydania: 23 czerwca 2015 - Wydawca: Last Kings Music - Format: Digital download                      | —                          | 24                         | 18                         | —                          | —                          | —                          | —                          | —                          |                            |                            |
| "—" oznacza, że pozycja nie była notowana. | |                            |                            |                            |                            |                            |                            |                            |                            |                            |                            |

### Kompilacje
| Tytuł                                               | Dane dot. albumu | Najwyższa pozycja | Najwyższa pozycja | Najwyższa pozycja | Status        |
| Tytuł                                               | Dane dot. albumu | US                | US R&B            | US Rap            | Status        |
| --------------------------------------------------- | --- | ----------------- | ----------------- | ----------------- | ------------- |
| We Are Young Money (oraz Young Money Entertainment) | - Data wydania: 21 grudnia 2009 - Wydawca: Young Money, Cash Money - Format: CD, digital download                                       | 9                 | 3                 | 1                 | - RIAA: Złoto |
| Rich Gang (oraz Rich Gang)                          | - Data wydania: 23 lipca 2013 - Wydawca: Young Money, Cash Money, Republic Records - Format: CD, digital download                       | 9                 | 2                 | 2                 |               |
| Rise of an Empire (oraz Young Money Entertainment)  | - Data wydania: 11 marca 2014 - Wydawca: Young Money Entertainment, Cash Money Records, Republic Records - Format: CD, digital download | 7                 | 4                 | 2                 |               |

### Współpraca
| Tytuł                                      | Dane dot. albumu                                                                                                | Najwyższa notowana pozycja | Najwyższa notowana pozycja | Najwyższa notowana pozycja | Najwyższa notowana pozycja | Najwyższa notowana pozycja | Najwyższa notowana pozycja | Najwyższa notowana pozycja | Najwyższa notowana pozycja | Najwyższa notowana pozycja | Najwyższa notowana pozycja |
| Tytuł                                      | Dane dot. albumu                                                                                                | US                         | US R&B                     | US Rap                     | AUS                        | CAN                        | FRA                        | GER                        | NZ                         | SWI                        | UK                         |
| ------------------------------------------ | --- | -------------------------- | -------------------------- | -------------------------- | -------------------------- | -------------------------- | -------------------------- | -------------------------- | -------------------------- | -------------------------- | -------------------------- |
| Fan of a Fan: The Album (oraz Chris Brown) | - Data wydania: 24 lutego 2015 - Wydawca: RCA, Young Money, Cash Money, Republic - Format: CD, digital download | 7                          | 3                          | 3                          | 3                          | 11                         | 33                         | 14                         | 9                          | 6                          | 7                          |

### Mixtape'y
| Tytuł                                                       | Dane dot. albumu                                                                       | Źródło |
| ----------------------------------------------------------- | -------------------------------------------------------------------------------------- | ------ |
| Young on Probation (oraz DJ Rush)                           | - Data wydania: 2008 - Wydawca: wydanie własne - Format: digital download              | [ 24 ] |
| No Introduction – The Series: April 10 (oraz DJ Nice & PDA) | - Data wydania: 10 kwietnia 2008 - Wydawca: wydanie własne - Format: digital download  | [ 25 ] |
| No Introduction – The Series: May 10 (oraz DJ Nice & PDA)   | - Data wydania: 10 maja 2008 - Wydawca: wydanie własne - Format: digital download      | [ 26 ] |
| Slaughter House (oraz DJ Nice & Legend)                     | - Data wydania: 13 sierpnia 2008 - Wydawca: wydanie własne - Format: digital download  | [ 27 ] |
| The Free Album (oraz Clinton Sparks)                        | - Data wydania: 12 stycznia 2009 - Wydawca: wydanie własne - Format: digital download  | [ 28 ] |
| Outraged and Underage (oraz DJ Ill Will & DJ Rockstar)      | - Data wydania: 4 marca 2009 - Wydawca: wydanie własne - Format: digital download      | [ 29 ] |
| The Potential                                               | - Data wydania: 9 czerwca 2009 - Wydawca: Deep - Format: digital download              | [ 30 ] |
| Black Thoughts (oraz DJ Ill Will & DJ Rockstar)             | - Data wydania: 19 listopada 2009 - Wydawca: wydanie własne - Format: digital download | [ 31 ] |
| Fan of a Fan (oraz Chris Brown, DJ Ill Will & DJ Rockstar)  | - Data wydania: 16 maja 2010 - Wydawca: wydanie własne - Format: digital download      | [ 32 ] |
| Well Done (oraz DJ Drama)                                   | - Data wydania: 8 listopada 2010 - Wydawca: wydanie własne - Format: digital download  | [ 33 ] |
| Black Thoughts 2 (oraz DJ Ill Will & DJ Rockstar)           | - Data wydania: 12 kwietnia 2011 - Wydawca: wydanie własne - Format: digital download  | [ 34 ] |
| Well Done 2                                                 | - Data wydania: 18 lipca 2011 - Wydawca: wydanie własne - Format: digital download     | [ 35 ] |
| #BitchImTheShit                                             | - Data wydania: 5 grudnia 2011 - Wydawca: wydanie własne - Format: digital download    | [ 36 ] |
| Well Done 3                                                 | - Data wydania: 19 sierpnia 2012 - Wydawca: wydanie własne - Format: digital download  | [ 37 ] |
| 187                                                         | - Data wydania: 30 listopada 2012 - Wydawca: wydanie własne - Format: digital download | [ 38 ] |
| Well Done 4                                                 | - Data wydania: 9 grudnia 2013 - Wydawca: wydanie własne - Format: digital download    | [ 39 ] |
| Fuk Wat They Talkin Bout                                    | - Data wydania: 24 sierpnia 2015 - Wydawca: wydanie własne - Format: digital download  | [ 40 ] |

## Single

### Solowe
| "Coconut Juice" (featuring Travie McCoy)                        | 2008 | 94  | —  | —  | —  | —  | —   | —   |                                  | No Introduction                               |
| "BedRock" (oraz Young Money featuring Lloyd)                    | 2009 | 2   | 2  | 1  | —  | 12 | —   | 9   | - RIAA: 6× Platyna               | We Are Young Money                            |
| "Roger That" (oraz Young Money)                                 | 2009 | 56  | 15 | 6  | —  | —  | —   | —   |                                  | We Are Young Money                            |
| "I'm on It" (featuring Lil Wayne)                               | 2010 | 112 | —  | —  | —  | —  | —   | —   |                                  | bez albumu                                    |
| "Far Away" (featuring Chris Richardson)                         | 2011 | 86  | 93 | 16 | —  | —  | —   | —   |                                  | Careless World: Rise of the Last King         |
| "Still Got It" (featuring Drake)                                | 2011 | 89  | 70 | —  | —  | —  | —   | —   |                                  | Careless World: Rise of the Last King         |
| "Rack City"                                                     | 2011 | 7   | 5  | 2  | 74 | 53 | 150 | 39  | - RIAA: 4x Platyna - ARIA: Złoto | Careless World: Rise of the Last King         |
| "Faded" (featuring Lil Wayne)                                   | 2012 | 33  | 19 | 7  | —  | —  | —   | —   | - RIAA: 2× Platyna               | Careless World: Rise of the Last King         |
| "Make It Nasty"                                                 | 2012 | 91  | 77 | 23 | —  | —  | —   | —   | - RIAA: Złoto                    | Careless World: Rise of the Last King         |
| "Do My Dance" (featuring 2 Chainz)                              | 2012 | 111 | 32 | 22 | —  | —  | —   | —   | - RIAA: Złoto                    | Well Done 3                                   |
| "Dope" (featuring Rick Ross)                                    | 2013 | 68  | 19 | 15 | —  | 72 | —   | 178 | - RIAA: Złoto                    | Hotel California                              |
| "For the Road" (featuring Chris Brown)                          | 2013 | 115 | 39 | —  | —  | —  | —   | —   |                                  | Hotel California                              |
| "Show You" (featuring Future)                                   | 2013 | —   | 55 | —  | —  | —  | —   | —   |                                  | Hotel California                              |
| "Throw It Up" (oraz DJ Mustard)                                 | 2013 | —   | —  | —  | —  | —  | —   | —   |                                  | Well Done 4                                   |
| "Wait for a Minute" (featuring Justin Bieber)                   | 2013 | 68  | 24 | —  | —  | 47 | 103 |     |                                  | bez albumu                                    |
| "Hookah" (featuring Young Thug)                                 | 2014 | 85  | 24 | 17 | —  | —  | 188 | —   | - RIAA: Złoto                    | bez albumu                                    |
| "40 Mill"                                                       | 2014 | —   | —  | —  | —  | —  | —   | —   |                                  | bez albumu                                    |
| "Make It Work"                                                  | 2014 | —   | —  | —  | —  | —  | —   | —   |                                  | bez albumu                                    |
| "Ayo" (oraz Chris Brown)                                        | 2015 | 21  | 6  | —  | 32 | 65 | 32  | 6   | - ARIA: Złoto - BPI: Złoto       | Fan of a Fan: The Album                       |
| "Bitches N Marijuana" (oraz Chris Brown, featuring Schoolboy Q) | 2015 | 103 | 33 | 20 | 49 | —  | 139 | 60  |                                  | Fan of a Fan: The Album                       |
| "Ride Out" (oraz Kid Ink, Wale, YG & Rich Homie Quan)           | 2015 | 70  | 22 | 14 | 44 | 48 | 51  | 70  |                                  | Furious 7: Original Motion Picture Soundtrack |
| "Hollywood Niggaz"                                              | 2015 | —   | —  | —  | —  | —  | —   | —   |                                  | The Gold Album: 18th Dynasty                  |
| "Pleazer" (featuring Boosie Badazz)                             | 2015 | —   | —  | —  | —  | —  | —   | —   |                                  | The Gold Album: 18th Dynasty                  |
| "—" oznacza, że pozycja nie była notowana.                      |      |     |    |    |    |    |     |     |                                  |                                               |

### Gościnnie
| Tytuł                                                                     | Rok  | Najwyższa notowana pozycja | Najwyższa notowana pozycja | Najwyższa notowana pozycja | Najwyższa notowana pozycja | Najwyższa notowana pozycja | Najwyższa notowana pozycja | Najwyższa notowana pozycja | Status                                     | Album/Mixtape                         |
| Tytuł                                                                     | Rok  | US                         | US R&B                     | US Rap                     | CAN                        | IRL                        | NZ                         | UK                         | Status                                     | Album/Mixtape                         |
| ------------------------------------------------------------------------- | ---- | -------------------------- | -------------------------- | -------------------------- | -------------------------- | -------------------------- | -------------------------- | -------------------------- | ------------------------------------------ | ------------------------------------- |
| "Deuces" (Chris Brown featuring Tyga & Kevin McCall)                      | 2010 | 14                         | 1                          | —                          | —                          | —                          | 23                         | 68                         |                                            | Fan of a Fan                          |
| "Loyalty" (Birdman featuring Lil Wayne & Tyga)                            | 2010 | 107                        | 61                         | 25                         | —                          | —                          | —                          | —                          |                                            | bez albumu                            |
| "Heavy" (CJ Hilton featuring Fat Joe & Tyga)                              | 2010 | —                          | —                          | —                          | —                          | —                          | —                          | —                          |                                            | bez albumu                            |
| "Popular" (Trai'D featuring Tyga)                                         | 2011 | —                          | 114                        | —                          | —                          | —                          | —                          | —                          |                                            | Popularity Contest 1.5                |
| "Keisha" (Jawan Harris featuring Tyga)                                    | 2011 | —                          | 91                         | —                          | —                          | —                          | —                          | —                          |                                            | bez albumu                            |
| "Burn Me Down" (Gilbere Forte featuring Tyga & Raak)                      | 2011 | —                          | —                          | —                          | —                          | —                          | —                          | —                          |                                            | Some Dreams Never Sleep               |
| "Ayy Ladies" (Travis Porter featuring Tyga)                               | 2012 | 53                         | 9                          | 7                          | —                          | —                          | —                          | —                          | - RIAA: Złoto                              | From Day 1                            |
| "Snitches Ain't..." (YG featuring Tyga, Snoop Dogg & Nipsey Hussle)       | 2012 | 100                        | —                          | —                          | —                          | —                          | —                          | —                          |                                            | Just Re'd Up                          |
| "Get Low" (Waka Flocka Flame featuring Nicki Minaj, Tyga & Flo Rida)      | 2012 | 72                         | 67                         | 25                         | 58                         | —                          | —                          | —                          |                                            | Triple F Life: Friends, Fans & Family |
| "Shake That Jelly" (Billy Wes featuring Tyga)                             | 2012 | —                          | —                          | —                          | —                          | —                          | —                          | —                          |                                            | Myśl jak facet (OST)                  |
| "I Love Girls" (Pleasure P featuring Tyga)                                | 2012 | —                          | 65                         | —                          | —                          | —                          | —                          | —                          |                                            | Marcus Cooper                         |
| "Get Her Tho" (D-Lo featuring Tyga)                                       | 2012 | —                          | —                          | —                          | —                          | —                          | —                          | —                          |                                            | Keep It on the D-Lo                   |
| "Live It Up" (Tulisa featuring Tyga)                                      | 2012 | —                          | —                          | —                          | —                          | 41                         | —                          | 11                         |                                            | Tulisa                                |
| "Gold" (Neon Hitch featuring Tyga)                                        | 2012 | —                          | —                          | —                          | —                          | —                          | —                          | —                          |                                            | bez albumu                            |
| "Joy & Pain" (Chris Richardson featuring Tyga)                            | 2012 | —                          | —                          | —                          | —                          | —                          | —                          | —                          |                                            | bez albumu                            |
| "Celebration" (Game featuring Chris Brown, Tyga, Wiz Khalifa & Lil Wayne) | 2012 | 81                         | 24                         | 19                         | —                          | —                          | —                          | —                          |                                            | Jesus Piece                           |
| "AKUP" (LoveRance featuring Tyga & Problem)                               | 2012 | —                          | —                          | —                          | —                          | —                          | —                          | —                          |                                            | bez albumu                            |
| "So Many Girls" (DJ Drama featuring Tyga, Wale & Roscoe Dash)             | 2013 | 90                         | 30                         | —                          | —                          | —                          | —                          | —                          |                                            | Quality Street Music                  |
| "Reason to Hate" (DJ Felli Fel featuring Ne-Yo, Tyga & Wiz Khalifa)       | 2013 | —                          | 58                         | —                          | —                          | —                          | —                          | —                          |                                            | bez albumu                            |
| "Bubble Butt" (Major Lazer featuring Bruno Mars, Tyga & Mystic)           | 2013 | 56                         | 17                         | 13                         | —                          | —                          | —                          | 196                        | - RIAA: Złoto                              | Free the Universe                     |
| "Iz U Down" (Kid Ink featuring Tyga)                                      | 2013 | —                          | 57                         | —                          | —                          | —                          | —                          | —                          |                                            | My Own Lane                           |
| "Loyal" (Chris Brown featuring Lil Wayne & Tyga)                          | 2014 | 9                          | 5                          | —                          | 90                         | 71                         | 19                         | 10                         | - RIAA: Platyna - ARIA: Złoto - BPI: Złoto | X                                     |
| "Lemonade" (Danity Kane featuring Tyga)                                   | 2014 | —                          | —                          | —                          | —                          | —                          | —                          | —                          |                                            | DK3                                   |
| "Bend Ova" (Lil Jon featuring Tyga)                                       | 2014 | 92                         | —                          | 19                         | 53                         | —                          | 40                         | —                          |                                            | bez albumu                            |
| "Collide" (Justine Skye featuring Tyga)                                   | 2014 | —                          | 38                         | —                          | —                          | —                          | —                          | —                          |                                            | Sky Comes Storm                       |
| "Now & Later" (Chief Keef featuring Tyga)                                 | 2014 | —                          | —                          | —                          | —                          | —                          | —                          | —                          |                                            | Thot Breaker                          |
| "Work for It" (Poo Bear featuring Tyga)                                   | 2014 | —                          | —                          | —                          | —                          | —                          | —                          | —                          |                                            | bez albumu                            |
| "Do It Again" (Pia Mia featuring Chris Brown & Tyga)                      | 2015 | 71                         | —                          | —                          | —                          | —                          | 10                         | 16                         | - RMNZ: Złoto                              | bez albumu                            |
| "100" (Travis Barker featuring Tyga, Ty Dolla Sign, Kid Ink & Iamsu!)     | 2015 | —                          | —                          | —                          | —                          | —                          | —                          | —                          |                                            |                                       |
| "—" oznacza, że pozycja nie była notowana.                                |      |                            |                            |                            |                            |                            |                            |                            |                                            |                                       |

### Promocyjne
| Tytuł                                                                               | Rok  | Najwyższa notowana pozycja | Najwyższa notowana pozycja | Najwyższa notowana pozycja | Status        | Album/Mixtape         |
| Tytuł                                                                               | Rok  | US                         | US R&B                     | US Rap                     | Status        | Album/Mixtape         |
| ----------------------------------------------------------------------------------- | ---- | -------------------------- | -------------------------- | -------------------------- | ------------- | --------------------- |
| "Cali Love"                                                                         | 2009 | —                          | —                          | —                          |               | Outraged and Underage |
| "Molly" (featuring Wiz Khalifa, Mally Mall & Cedric Gervais)                        | 2013 | 66                         | 22                         | 16                         | - RIAA: Złoto | Hotel California      |
| "Like Whaaat" (Remix) (Problem featuring Wiz Khalifa, Tyga, Chris Brown & Master P) | 2013 | —                          | —                          | —                          |               | bez albumu            |
| "We Don't Die"                                                                      | 2014 | —                          | —                          | —                          |               | bez albumu            |
| "Real Deal"                                                                         | 2014 | —                          | —                          | —                          |               | bez albumu            |
| "—" oznacza, że pozycja nie była notowana                                           |      |                            |                            |                            |               |                       |

## Inne notowane utwory
| "Lap Dance"                                                    | 2011 | —   | 93  | —  | Black Thoughts 2                      |
| "Muthafucka Up" (featuring Nicki Minaj)                        | 2012 | 74  | —   | —  | Careless World: Rise of the Last King |
| "I'm Gone" (featuring Big Sean)                                | 2012 | 76  | —   | —  | Careless World: Rise of the Last King |
| "Gucci, Louis, Prada" (Twista featuring Tyga)                  | 2012 | —   | 116 | —  | The Dark Horse                        |
| "500 Degrees" (featuring Lil Wayne)                            | 2013 | 108 | 38  | —  | Hotel California                      |
| "Hijack" (featuring 2 Chainz)                                  | 2013 | 111 | 39  | —  | Hotel California                      |
| "Get Loose"                                                    | 2013 | —   | 46  | —  | Hotel California                      |
| "Switch Lanes" (featuring The Game)                            | 2013 | —   | 57  | —  | Hotel California                      |
| "Senile" (Young Money featuring Tyga, Nicki Minaj & Lil Wayne) | 2014 | —   | 50  | —  | Young Money: Rise of an Empire        |
| "Bubblegum" (Jason Derulo featuring Tyga)                      | 2014 | —   | —   | 38 | Talk Dirty                            |
| "—" oznacza, że pozycja nie była notowana.                     |      |     |     |    |                                       |